# طنة تنكرفيلية
طنة تنكرفيلية (الاسم العلمي:Tonna tankervillii) هي نوع من الرخويات يتبع جنس الطنة من الفصيلة الطنية.